# Enecki jezik
Enecki jezik (tundraški enecki, madu, somatu, jenisejski samojedski; ISO 639: enh), sjeverni samojedski jezik, Uralska porodica, na Tajmirskom Nacionalnom Okrugu Rusiji duž donjeg toka rijeke Jenisej, uzvodno od Dudinke. 
Jezikom, ili možda s dva enecka jezika ili dijalekta, služe se Enci ili Jenisejski Samojedi čija populacija (1990. popis) iznosi 200, a ima svega 90 govornika (1989. Juha Janhunen). Po novijoj klasifikaciji enecki dijalekti pe-bae ili šumski i madu, somatu ili enecki iz tundre predstavljaju posebne jezike.

## Vanjske poveznice
- Ethnologue (14th)
- Enets, Ethnologue (14th)
- Ethnologue (15th)

Ethnologue (16th)